# Brouwerij Het Anker (Mechelen)

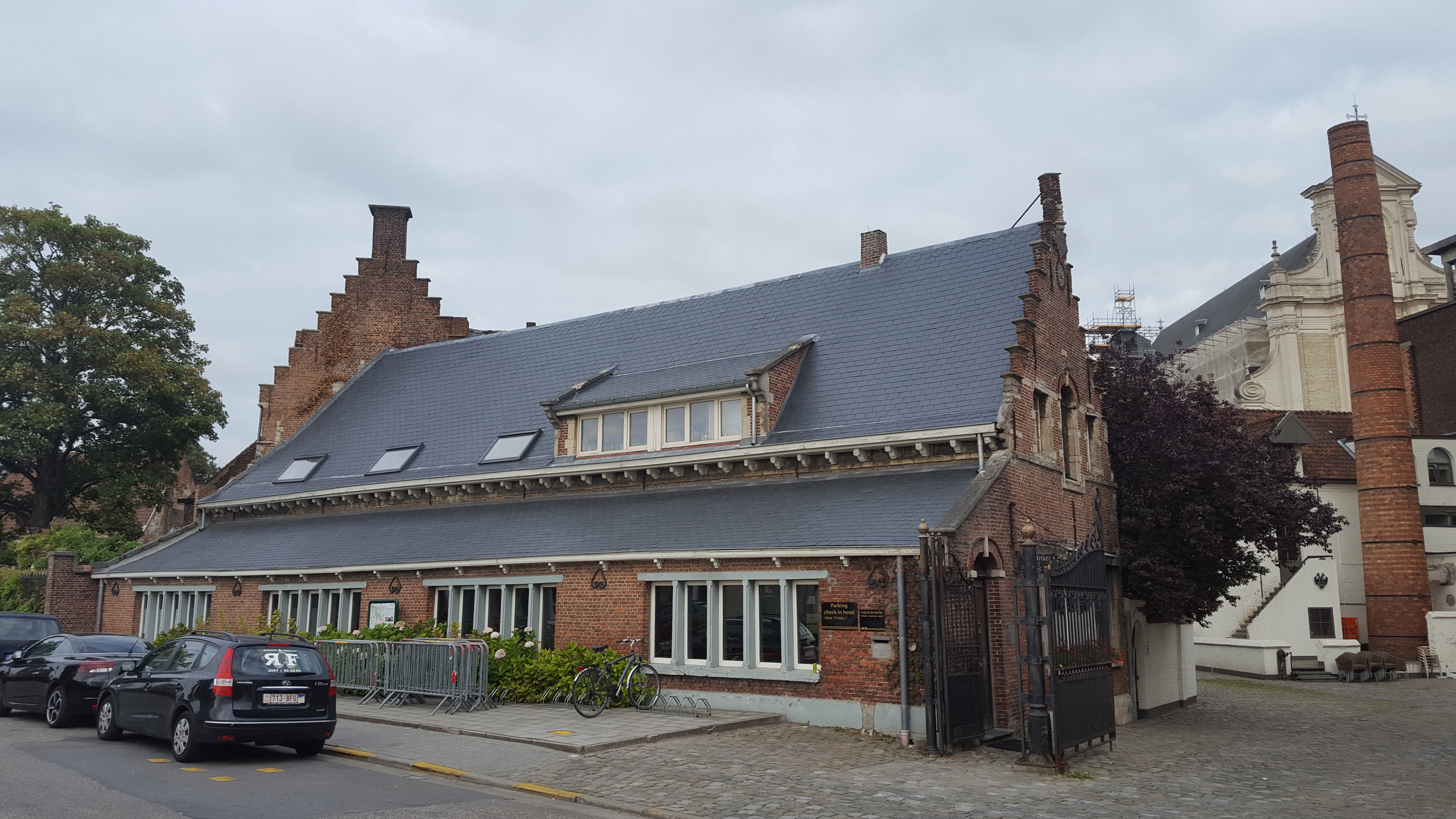

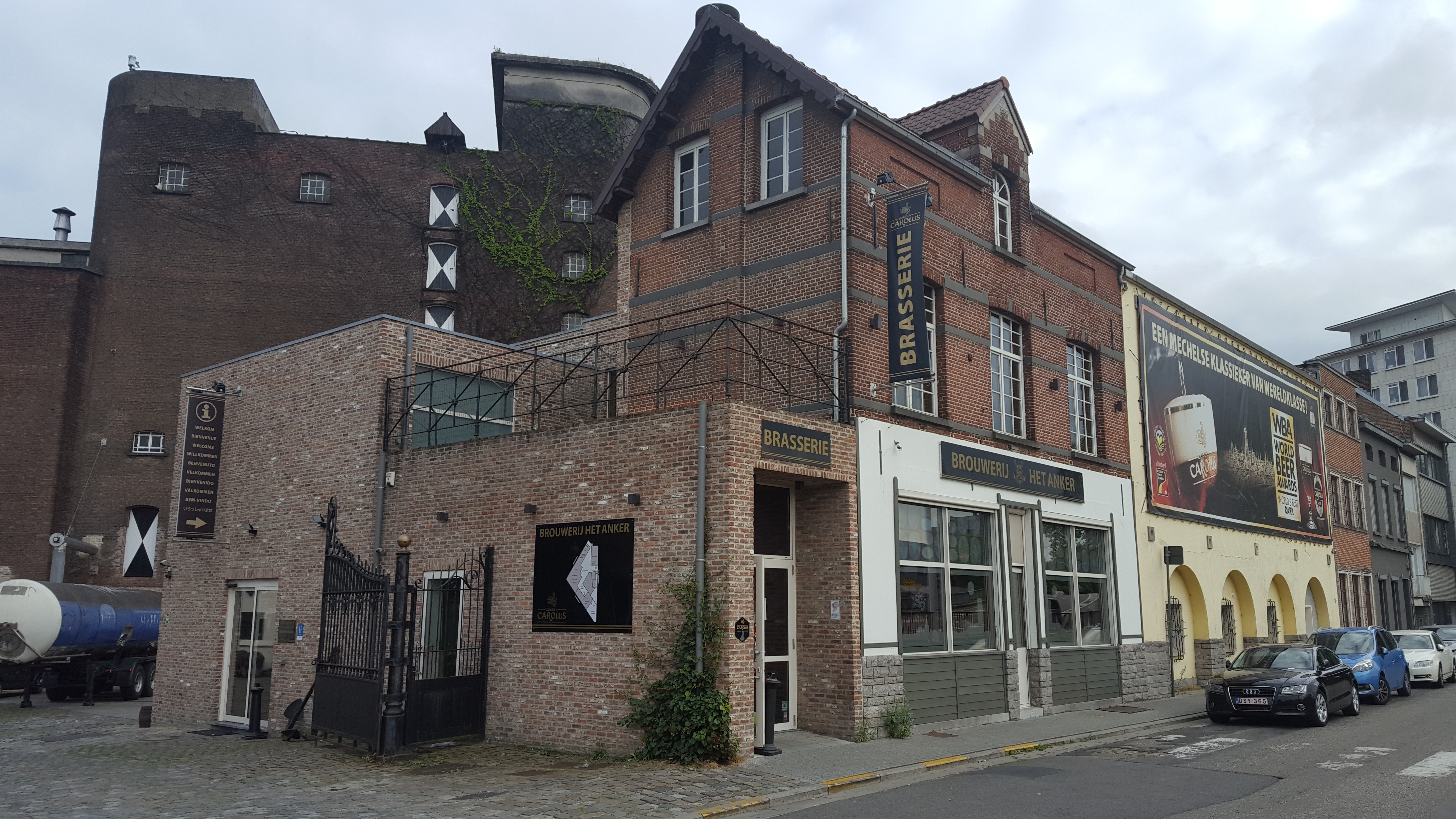

Het Anker is een stadsbrouwerij gelegen te Mechelen. De brouwerij bevindt zich aan de rand van het Mechels begijnhof en men brouwt er de bieren Gouden Carolus (Classic, Tripel, Ambrio, Hopsinjoor, Whisky Infused en Christmas ), Gouden Carolus Cuvée van de Keizer (Imperial Blond, Imperial Dark), Maneblusser (Lente, Wit), Boscoli en La Cambre.

## Voorgeschiedenis
De oudste verwijzing naar de brouwerij dateert uit 1471 wanneer Hertog Karel de Stoute een stadswet inriep dat het bier van de begijnen werd vrijgesteld van accijnzen voor de patiënten en eigen gebruik.
In 1872 kocht de familie Van Breedam de stadsbrouwerij en na verbouwingen had deze brouwerij als een van de eerste een moderne stoomketel. De brouwerij kreeg de firmanaam n.v. Boonaerts & Van Breedam. Op 31 december 1904 werd de naam omgevormd tot Het Anker en in 1912 bouwde Victor Van Breedam er de eerste mouterij in Vlaanderen, volledig gebouwd in gewapend beton. Het mout dat men hier produceerde diende als grondstof voor brouwerij Het Anker en omliggende brouwerijen.

## Eerste Wereldoorlog
Tijdens de Eerste Wereldoorlog beslisten de Duitsers dat er slechts één brouwerij mocht blijven functioneren in de Mechelse regio. Een lottrekking besliste dat brouwerij Chevalier Marin mocht blijven werken waarna de brouwzaal van brouwerij Het Anker werd ontmanteld. Het rode koper werd omgesmeed tot grondstof voor de Duitse oorlogsproductie. Na de Eerste Wereldoorlog kende de brouwerij een gouden periode. In die periode werd Charles Van Breedam voorzitter van de Belgische Brouwersunie. Tijdens economische crisis van de 30'er jaren verdwenen een aantal brouwerijen in de Mechelse regio waardoor de mouterij van brouwerij Het Anker niet meer rendeerde.

## Tweede Wereldoorlog
Tijdens de Tweede Wereldoorlog stelde de Duitse bezetter een wet in dat nog slechts een licht bier mocht worden gebrouwen, de zogenaamde Zero-huit of bier met 0,8% alcoholvolume. Brouwerij Het Anker slaagde hierin waardoor ze menige Mechelaars werk kon verschaffen en hen zo sparen van arbeidsdienst te verrichten in Duitsland.
Vanaf 1945 investeerde de brouwerij in een nieuwe brouwzaal met grote hangende koperen ketels. De brouwerij stootte eveneens een aantal nevenactiviteiten, waaronder de mouterij, af om zich volledig toe te leggen op het brouwen van bier. Vanaf 1960 kwam een Keizersbier op de markt met de naam Gouden Carolus. De amberkleurige Mechelschen Bruynen en de blonde Triple Toison d'Or werden eveneens gebrouwen.

## Recente geschiedenis
In 1990 nam Charles Leclef, de vijfde generatie van de familie Van Breedam, de leiding van de brouwerij op zich. De koperen brouwketels bleven in bedrijf, maar de koeling, gisting en lageringsinstallaties werden vernieuwd waardoor een betere en stabielere kwaliteit kon worden aangeboden. In 1990 opende Het Anker binnen de muren van de brouwerij een 3-sterrenhotel. Er werden twee samenwerkingsverbanden afgesloten: tussen 1991 en 1993 ging Het Anker in zee met Brouwerij Riva en tussen 1995 en 1997 werkte Het Anker samen met John Martin. Vanaf de zomer van 1998 besloot de leiding van brouwerij Het Anker om het bedrijf weer 100% onafhankelijk voort te zetten. Eind 2010 werd de vernieuwde brasserie geopend en de rondleidingen door de brouwerij herstart. Ondertussen verwierf de brouwerij internationale bekendheid, wordt er naar meer dan 40 landen geëxporteerd en worden de bieren wereldwijd gelauwerd.
In 2008 won Gouden Carolus Hopsinjoor de publieksprijs van het Zythos Bierfestival. 
In 2017 en 2018 werd de Gouden Carolus Cuvée van de Keizer Whisky Infused bekroond op hetzelfde festival. Voor het eerst in de geschiedenis van het festival ging de trofee voor de tweede keer naar hetzelfde bier.
Eind 2024 werd de brouwerij overgenomen door Brouwerij Huyghe uit Melle.

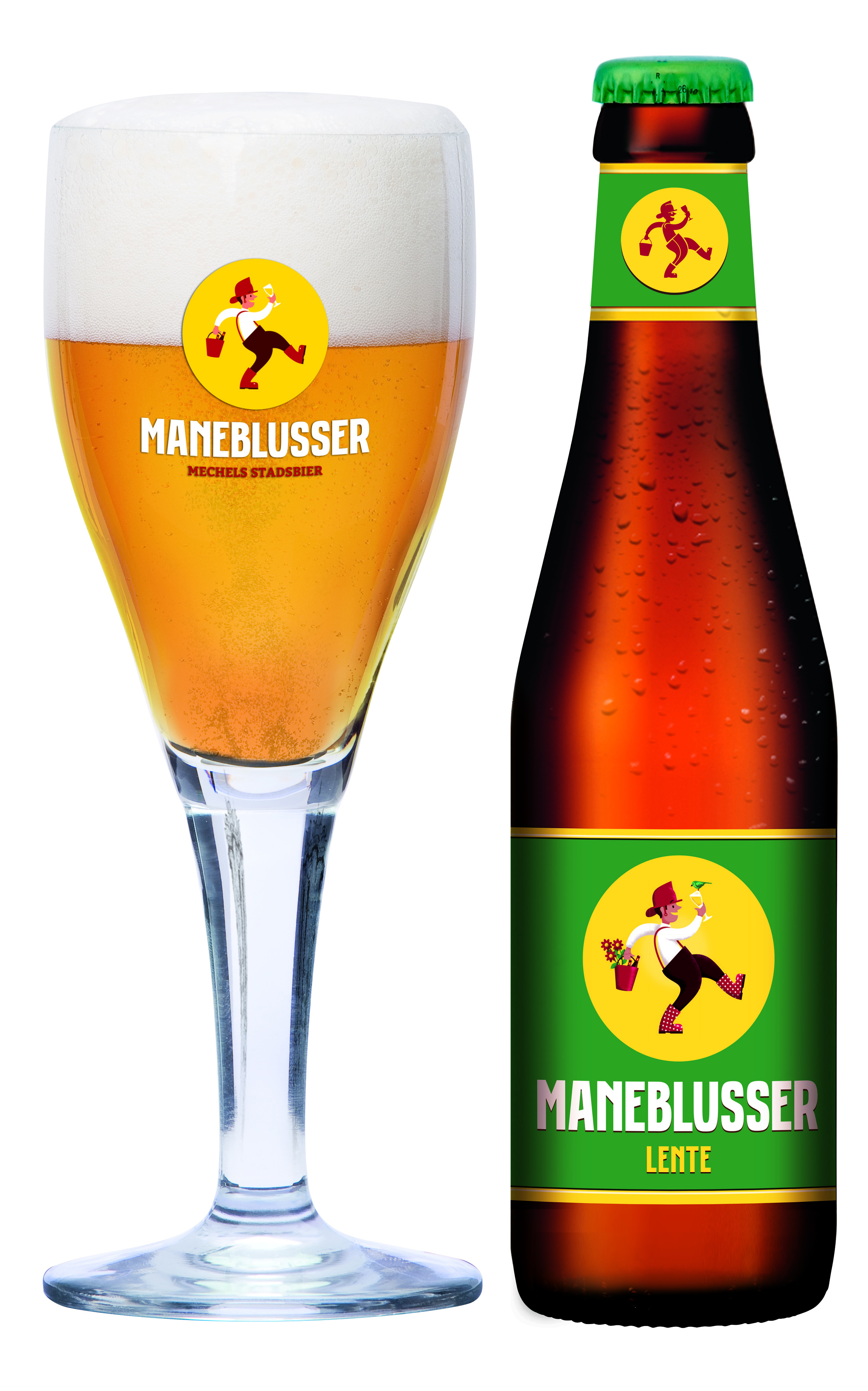
Maneblusser Lente 33cl
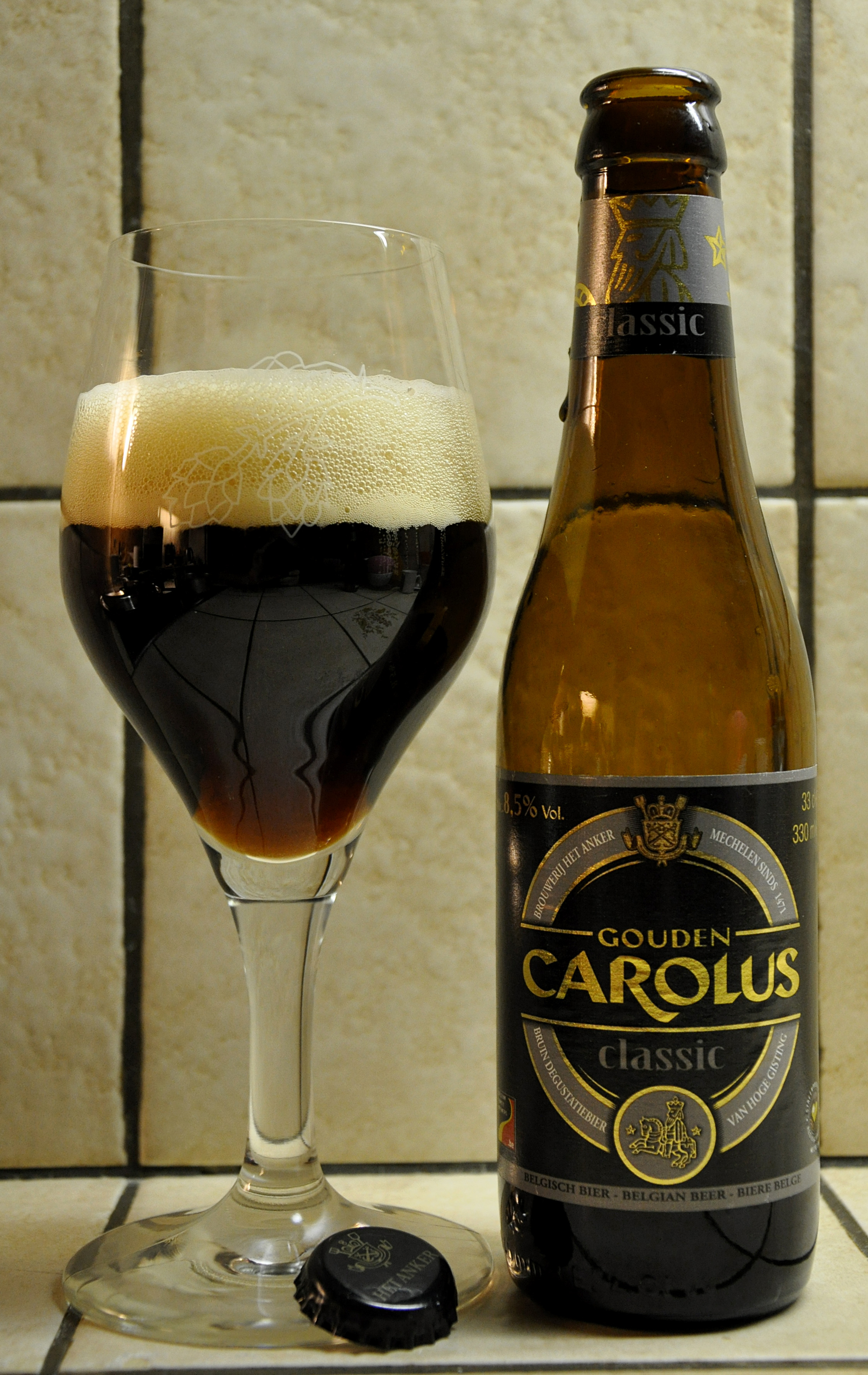
Gouden Carolus classic
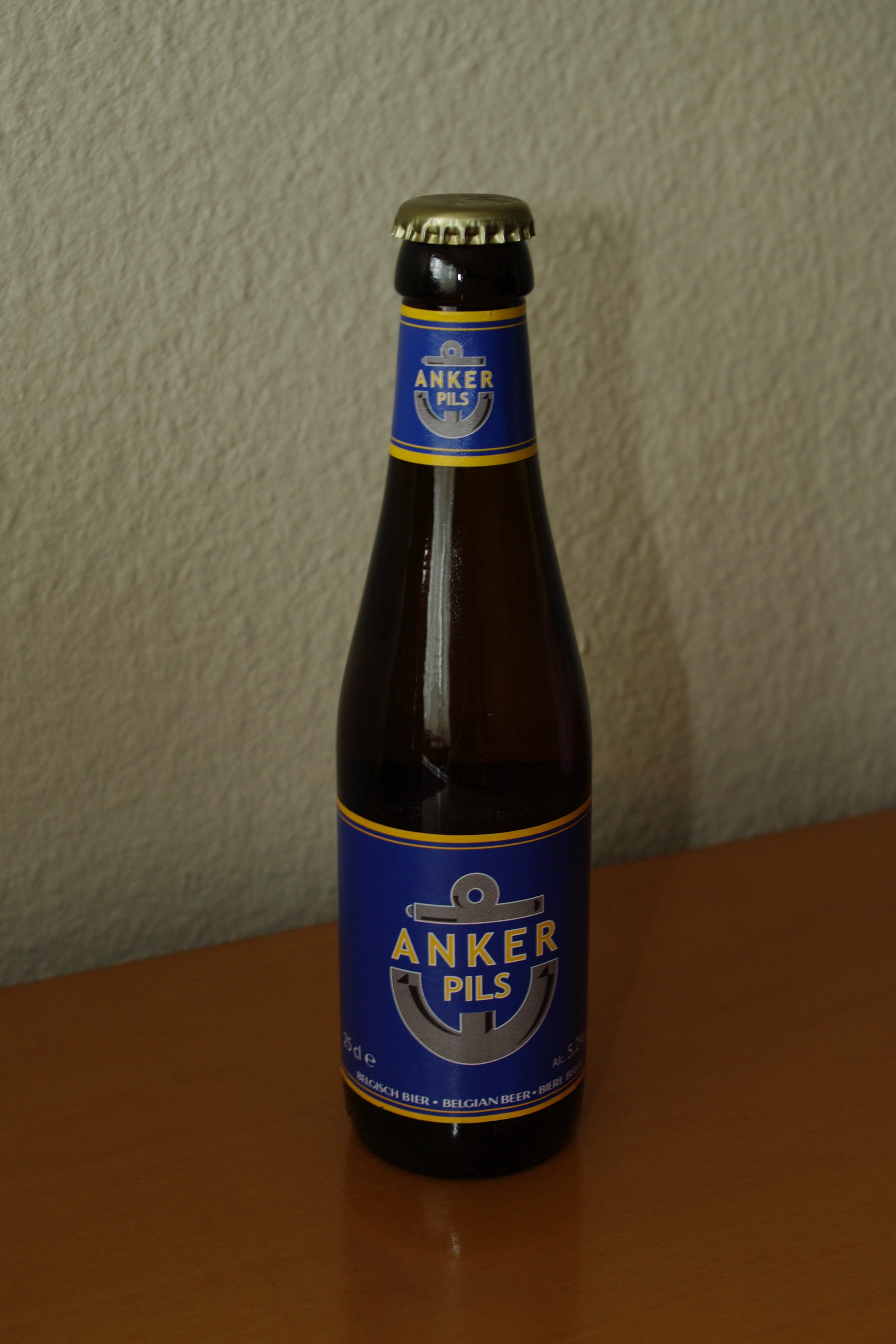
Anker pils
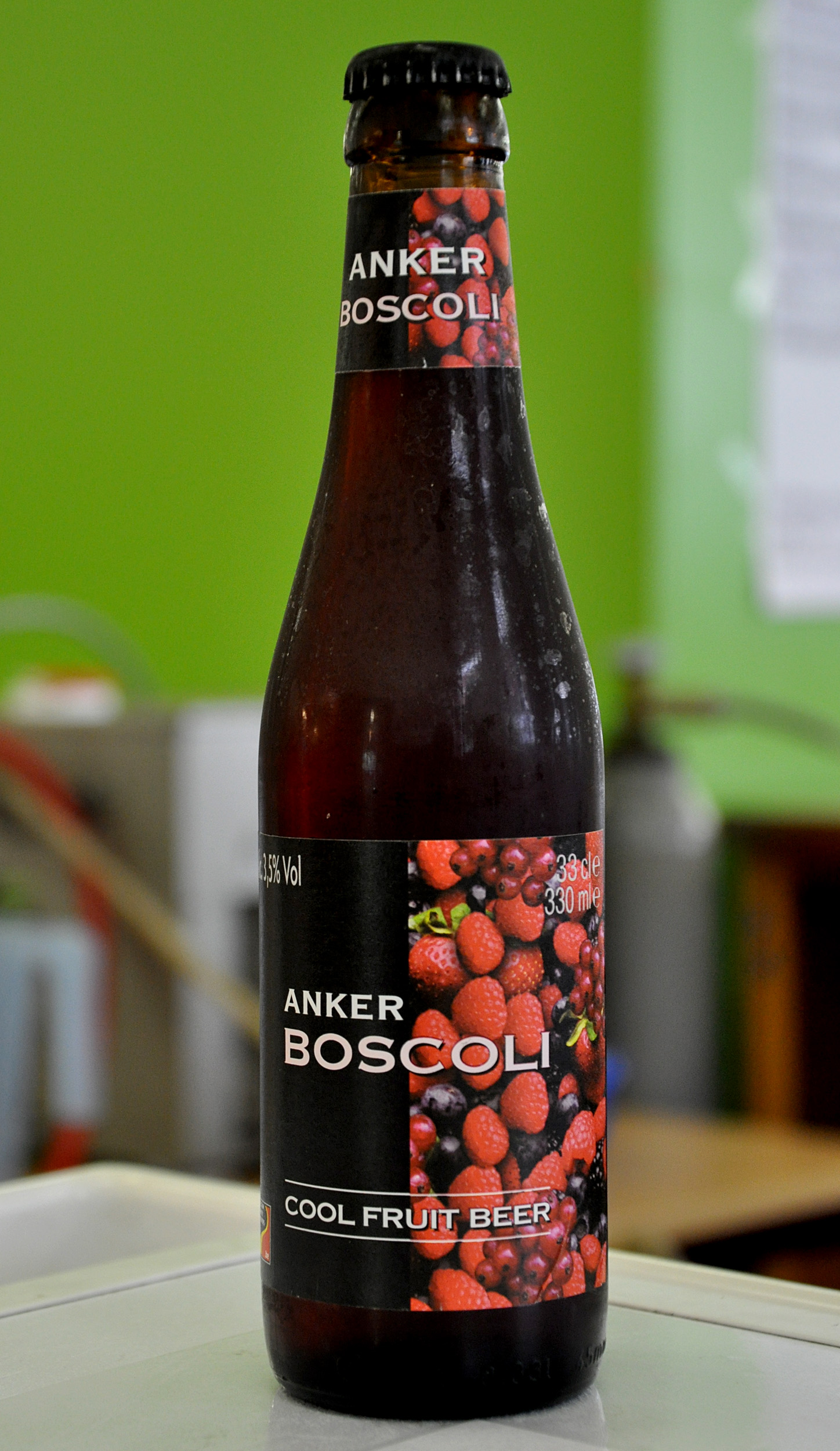
Boscoli
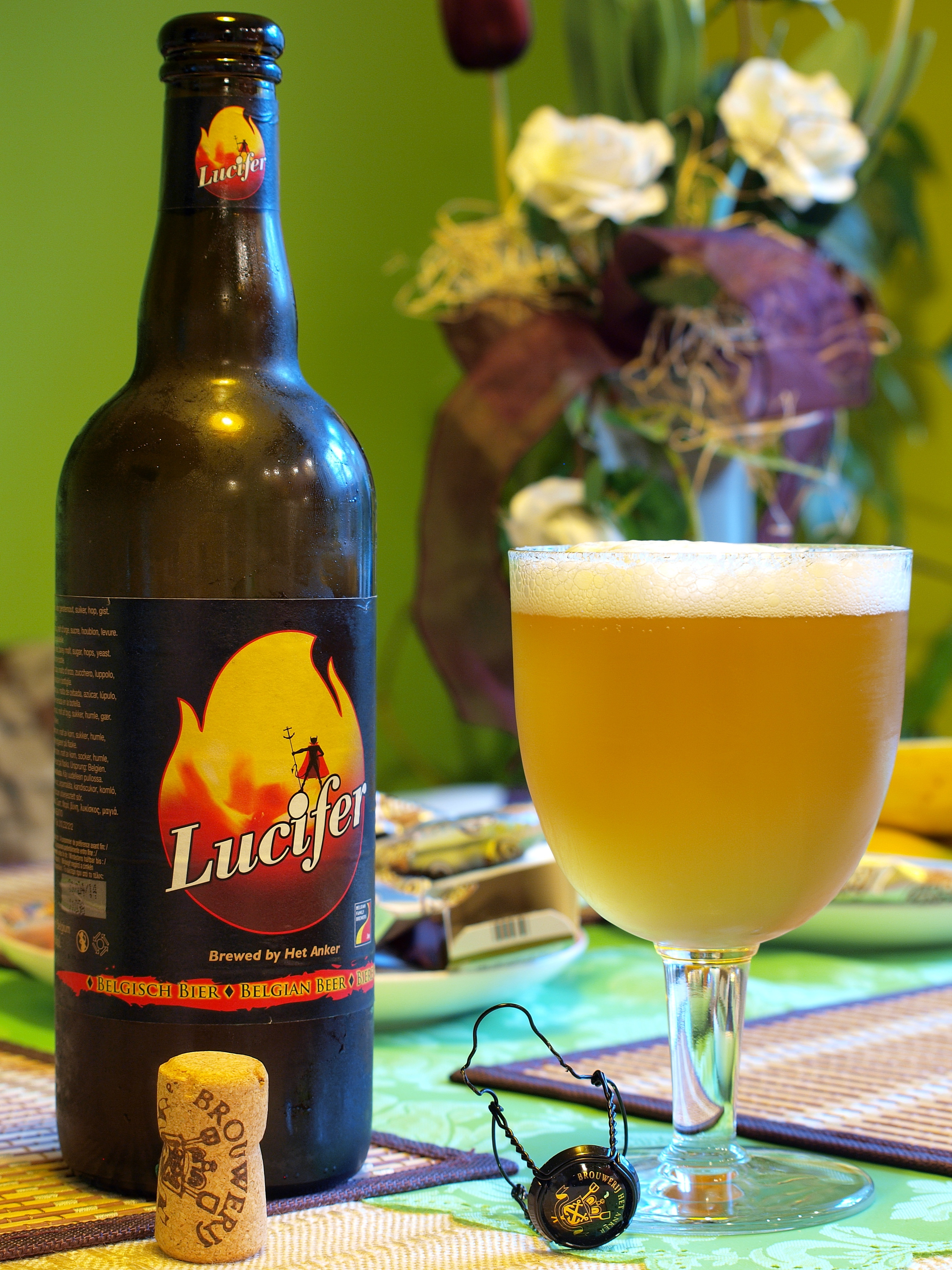
Lucifer

## Stokerij De Molenberg
In 2010 werd in Blaasveld, in de 17-eeuwse familiehoeve een volwaardige whiskystokerij opgebouwd en in gebruik genomen, waar uit het moutbeslag van Gouden Carolus Tripel een graanwhisky werd gedestilleerd. Op 23 november 2013 werden de eerste Single Malt Whisky's op de markt gebracht en heeft ondertussen al meerdere internationale prijzen gewonnen.
Eind 2024 startte de verhuis van de stookinstallatie naar de site in Mechelen. Brouwen en Stoken gebeurt vanaf 2025 op dezelfde locatie.